# Радянська історія (фільм)
Радянська історія (англ. The Soviet Story) — латвійський документальний фільм про історичні події у Радянському Союзі перед початком, протягом і після Другої світової війни, Голодомор, злочинну суть комунізму, прояви нацизму в сучасній Росії. Автори фільму зосередилися на злочинах радянського режиму і співпрацю СРСР з нацистською Німеччиною і за допомогою ряду документальних кадрів проводять паралель між обома режимами. Декілька провідних істориків, політиків виступали експертами у фільмі. Стрічка отримала як схвальну, так і критичну реакцію експертів, але викликала значне невдоволення та критику з боку Росії. Фільм був спонсорований Європейським парламентом, вийшов англійською мовою, а також був перекладений на півтора десятка мов, отримавши таким чином широкий міжнародний резонанс. Фільм дубльований українською мовою.

## Сюжет
Фільм зосереджується на декількох основних подіях радянської історії: Червоний терор, Голодомор, Катинський розстріл, окупація частини Польщі та країн Прибалтики. Автори фільму звертають увагу на систематичні масові репресії, вбивства та геноцид протягом багатьох років Радянської влади — зокрема під час колективізації, голоду 33-го року та сталінських репресій. Підкреслюється спланований характер голоду в Україні і заборона на допомогу людям, що голодували. Особлива увага приділена фактам співпраці СРСР та Німеччини у поділі країн Європи, практичній допомозі СРСР авіації Німеччині у бомбардуванні Польщі та Норвегії, освітлюється ідеологічна і навіть зовнішня схожість символів радянського та фашистського режимів. У фільмі представлений, як стверджують автори, оригінал меморандуму про співпрацю між радянськими й німецькими спецслужбами у плані вирішення «єврейського питання». Кілька експертів та політиків давали свідчення у ході фільму, серед них колишній президент СРСР Михайло Горбачов, радянський дисидент Володимир Буковський і колишній співробітник ГРУ та автор кількох книжок з історії Другої світової війни Віктор Суворов. Роз'яснення певних періодів радянської історії подали британський історик Норман Дейвіс та його російський колега Борис Соколов. У фільмі використана велика кількість документальних кадрів з нацистської і радянської кінохронік.

## Реакція на фільм
«Радянська історія» викликала бурхливу і часом суперечливу реакцію критиків. Критика цього документального фільму, особливо у Росії, була надзвичайно різкою. Значна кількість російських політиків та істориків виступили з критикою фільму, який був проголошений пропагандистським та «антиросійським». Деякі литовські, російські та інші критики, зокрема відзначали історичні неточності, піддавали сумніву автентичність деяких архівних документів. 17 травня 2008 р. у Москві відбулася демонстрація прокремлівської молодіжної організації Росія Молода, де перед посольством Латвії був спалений манекен із зображенням автора фільму. 
Водночас низка європейських політиків схвально оцінили цей фільм. Вони відзначали сміливий підхід до висвітлення чорних сторінок XX сторіччя і радянського минулого, підкреслювали необхідність засудити всі режими, винні у загибелі мільйонів людей. Критики також відзначали вдалу комбінацію кінокадрів радянської та нацистської кінохроніки; схожість символів і ідей двох режимів є надзвичайною, такою, що на думку оглядачів, іноді важко відрізнити кадри гітлерівського режиму від сталінського. 24 вересня 2008 р. стрічка стала призером Бостонського кінофестивалю, отримавши нагороду, як «фільм, що розкриває глобальні проблеми і впливає на історію людства».